# Ricardo Zamora
Ricardo Zamora Martínez, španski nogometaš, * 21. januar 1901, Barcelona, † 15. september 1978. 
Sodeloval je na nogometnemu delu poletnih olimpijskih iger leta 1920.
Bil je vratar, ki je odigral 46 tekem za špansko nogometno reprezentanco.